# 八岳

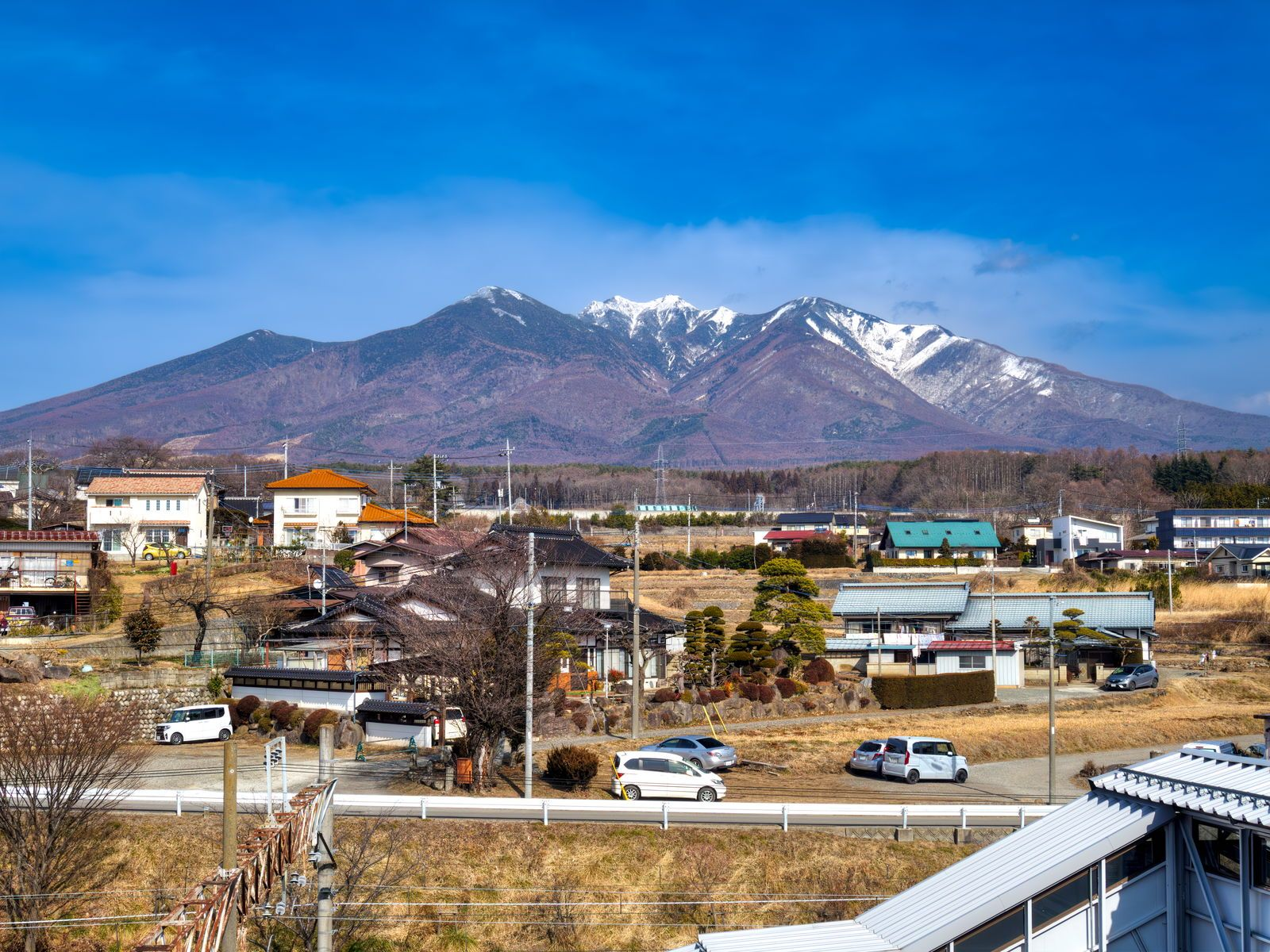
從小淵澤站望向八岳

八岳（或表記為）是位在長野縣諏訪地域和佐久地域及山梨縣境的山塊。南北約30km的大火山群。深田久彌的日本百名山之一。「八岳」是跨長野縣和山梨縣的山塊之總稱，並無稱作「八岳」的山存在。

## 概要
由最高峰赤岳、橫岳、天狗岳等山所構成。山容由連結夏澤鑛泉和本澤溫泉的夏澤峠為境界，分成北八岳和南八岳。全域大多指定為八岳中信高原國定公園。八岳一帶是火山地帶，所以有許多溫泉。

## 主要的山・峠

### 南八岳
- 編笠山（2,524m）
- （2,398m）
- 三頭（2,580m）
- 權現岳（2,715m）
- 赤岳（2,899m） - 最高峰
- （2,700m）
- 阿彌陀岳（2,805m）
- 橫岳（2,829m）
- 硫黃岳（2,760m）
- 赤岩之頭（2,656m）
- 峰之松目（2,567m）
- 夏澤峠 - 南八岳・北八岳的境界

### 北八岳
- 箕冠山（2,590m）
- 根石岳（2,603m）
- 天狗岳（2,646m）
- 中山（2,496m）
- 丸山（2,330m）
- 麥草峠 - 國道299號通過
- 茶臼山（2,384m）
- 縞枯山（2,403m）
- 北橫岳（橫岳） (2,480m）
- 大岳（2,381m）
- 双子山（2,224m）
- 大河原峠
- 蓼科山（2,530m）
- 八子峰（1,833m）

## 關連項目
- 八岳中信高原國定公園
- 中央地溝帶
- 日本地質百選
- 日本百名山

## 外部連結
- 長野縣警察山岳情報
- 山梨縣警察本部山岳情報 （页面存档备份，存于）
- 八ヶ岳觀光協會 （页面存档备份，存于）